# Trnava
Trnava (nemško Tyrnau; madžarsko Nagyszombat) je eno najstarejših slovaških mest. Šteje približno 63.000 prebivalcev in leži okoli 45 km severovzhodno od Bratislave. Danes je glavno mesto Trnavskega okraja. Ohranjeno je obzidano zgodovinsko središče mesta, ki mu zaradi obilice cerkva pravijo tudi slovaški Rim ali mali Rim (slovaško Malý Rím, latinsko parva Roma). Je sedež nadškofije (od 1977, od 1995 do 2008 je tudi skupne Bratislavsko-Trnavske metropolije, dokler ni sedež metropolije prešel na takrat novoustanovljeno Bratislavsko nadškofijo) in univerze, ki novi ime po svetih Cirilu in Metodu (Univerzita sv. Cyrila a Metoda v Trnave).

## Imena in etimologija
Ime mesta izhaja iz imena potoka Trnávka. Izhaja iz staroslovanske/slovaške besede tŕň (trnov grm), ki je označevala rečne bregove v regiji. Mnoga mesta v Srednji Evropi imajo podobno etimologijo, vključno s Trnovo na Slovaškem, pa tudi Tarnówom (Poljska), Tarnowom (Nemčija), Veliko Tarnovo (Bolgarija), Trnavo in Trnavcem (Srbija); in Tyrnavos (Grčija) med drugim. V madžarščini se je prvotno ime postopoma razvilo v Tyrna[a], kar je vplivalo tudi na poznejše nemške in latinske oblike.
Ko se je razvil v pomembno trško mesto, je dobil madžarsko ime Nagyszombat (Sumbot 1211), ki se nanaša na tedenske tržne sejme, ki so potekali ob sobotah (madžarsko szombat). Vendar pa je to ime uporabljala samo kraljeva komora, kot je razvidno iz tega, da so nemški prišleki po mongolski invaziji prevzeli slovaško ime namesto madžarskega.

## Zgodovina
Sledovi stalne poselitve kraja so prisotni vse od neolitika dalje. 

### Srednji vek
V srednjem veku je na križišču poti med Češko in Madžarsko ter med Sredozemljem in Poljsko zrasla trgovska naselbina. Naselje je prvič omenjeno v listini iz leta 1211, leta 1238 pa je od madžarskega kralja Béle IV. kot prvo na ozemlju današnje Slovaške dobilo status svobodnega kraljevega mesta. Konec 13. in začetek 14. stoletja je del mesta obkrožalo obzidje, vendar sta prvotna slovaška in nemška (Nemci so bili povabljeni sem po mongolskem vpadu leta 1242) naselbina ostali zunaj obzidja. Leta 1327 je tukaj madžarski kralj Karel Robert podpisal denarni sporazum s češkim kraljem Ivanom Češkim, leta 1360 pa je Ludvik I. Ogrski (ki se je večkrat zadrževal v mestu in v njem leta 1380 tudi umrl) podpisal prijateljski sporazum s češkim kraljem Karlom IV.

#### Husiti in slovaška večina
Aprila 1430 so husiti prodrli v bližino mesta in v bitki pri Trnavi premagali madžarsko vojsko. Vendar so utrpeli velike izgube in se umaknili na Moravsko. 24. junija 1432 je majhna skupina husitov, zamaskiranih v trgovce, vstopila v mesto, ponoči premagala stražarje in brez boja zavzela mesto. Nato so iz Trnave naredili središče svojih pohodov v severozahodnem Ogrskem kraljestvu od 1432 do 1435.

### 16. do 18. stoletje
Mesto je skupaj s preostalim ozemljem današnje Slovaške pridobilo pomen po osvojitvi večjega dela današnje Madžarske s strani Osmanskega cesarstva leta 1541, ko je Trnava postala sedež (1541–1820) nadškofije Esztergom (pred 1541 in po 1820 je bilo sedež mesto Esztergom, ki so ga leta 1543 osvojili Osmanski Turki). Katedrali nadškofije sta bili stolnica sv. Janeza Krstnika in stolnica sv. Nikolaja v mestu. Številni etnični Madžari, ki so bežali pred Turki, so se v mesto po letu 1541 preselili iz današnje Madžarske, ki je do leta 1699 ostala pod osmansko oblastjo.
V 16. in še posebej v 17. stoletju je bila Trnava pomembno središče protireformacije v Ogrskem kraljestvu (takrat v veliki meri identično z ozemljem današnje Slovaške in delom zahodne Madžarske). Nadškof Miklós Oláh je leta 1561 povabil jezuite v Trnavo, da bi razvili občinski šolski sistem. Nato je leta 1566 dal odpreti semenišče, leta 1577 pa je trnavski duhovnik Nicolas Telegdi v mestu ustanovil knjigotiskarno. Tudi prvi katoliški prevod Svetega pisma v madžarščino (na podlagi latinske Vulgate) je v mestu dokončal jezuit György Káldi, ki se je tam rodil leta 1573. Za 17. stoletje so bili značilni tudi številni protihabsburški upori v državi – ti upori Štefana Bočkaja, Gabriela Bethlena, Jurija I. Rákóczija in Emerika Thökölyja je negativno vplivalo na življenje Trnave. 26. decembra 1704 je vojska Franca II. Rákóczija pri Trnavi doživela odločilen poraz proti cesarski vojski, ki jo je vodil Sigbert Heister.
Jezuitsko univerzo v Trnavi (1635–1777), edino univerzo v takratnem Ogrskem kraljestvu, je ustanovil nadškof Péter Pázmány. Univerza v Trnavi, ustanovljena v podporo protireformaciji, je kmalu postala središče slovaškega izobraževanja in književnosti, saj so bili večina učiteljev, polovica študentov in večina prebivalcev mesta Slovaki. Pázmány je bil sam ključnega pomena pri spodbujanju uporabe slovaščine namesto češčine in je dal prevesti svoje delo Isteni igazságra vezető kalauz (Vodnik po božji resnici) in več njegovih pridig v slovaščino. Od konca 18. stoletja je Trnava postala središče slovaškega literarnega in umetniškega narodnega preporoda. Prva standardna kodifikacija slovaščine (duhovnik Anton Bernolák leta 1787) je temeljila na slovaškem narečju, ki se uporablja v regiji Trnava.
Na začetku 18. stoletja je tu deloval tudi slovenski pisec in jezuit iz Trbiža Anton Kašutnik. V Trnavi je umrl leta 1745. Leta 1787 je duhovnik Anton Bernolák na osnovi narečja iz okolice Trnave izdelal prvo kodifikacijo slovaškega jezika.

### 19. stoletja do velike vojne
Med madžarsko revolucijo leta 1848 se je 14. decembra 1848 tu spopadla vojska Richarda Guyona z avstrijsko vojsko.
Pomen mesta se je zmanjšal v začetku 19. stoletja, ko so univerzo preselili v Budim (danes Univerza Eötvös Loránd) in sedež nadškofije preselili nazaj v Esztergom. Delno pa se je ponovno povečalo po letu 1844, ko je bila Trnava povezana z Bratislavo s prvo železniško progo v Kraljevini Madžarski, ki je bila konjska železnica (parni stroji so bili v uporabi od leta 1872). Železniška povezava je sprožila modernizacijo mesta, ki se je začela s postavitvijo velike tovarne sladkorja, sladarne in Coburghove tovarne (kasneje imenovane Trnavské automobilové závody, tj. »Tovarna avtomobilov Trnava«). Združenje sv. Adalberta (Spolok sv. Vojtecha), ustanovljeno leta 1870, ko so madžarske oblasti prepovedale Slovaško matico (Matica slovenská), je v času močne madžarizacije na Madžarskem ohranjalo slovaško narodno zavest. V 19., predvsem pa v zgodnjem 20. stoletju je mesto zraslo za obzidjem in del obzidja je bil v 19. stoletju porušen, večina pa je še dobro ohranjena.

### Judovska zgodovina
Judje so na to območje prišli v 11. stoletju. Prisotnost v Trnavi je dokumentirana od 14. stoletja. Leta 1494 je bilo zaradi krvave obrekovanja s sežigom ubitih 14 Judov. Poročilo iz leta 1503 o obrednem sojenju za umor iz leta 1494 prvič v zgodovini uvaja idejo, da so bili Judje kot skupnost ženskega spola in so imeli mesečne krvavitve, krvna kleveta, ki bo od takrat naprej postala del repertoarja krščanskega antisemitizma. Po drugi krvni kleveti so bili Judje leta 1539 izgnani iz mesta in šele leta 1783 so se smeli vrniti v mesto. Do druge svetovne vojne je bila Trnava dom precejšnje judovske manjšine. Med holokavsta je bilo leta 1942 82 % Judov poslanih v taborišča uničevanja.

### Po letu 1918
Po ustanovitvi Češkoslovaške leta 1918 je bila Trnava eno najbolj industrializiranih mest v državi. Med drugo svetovno vojno so Trnavo 1. aprila 1945 zasedle enote sovjetske 2. ukrajinske fronte. Leta 1977 je Trnava s sklepom papeža Pavla VI. postala sedež ločene slovaške nadškofije (sedež se je leta 2008 preselil v Bratislavo, vendar mesto še vedno ostaja sedež lastne nadškofije). Z ustanovitvijo te nadškofije je Slovaška prvič po stoletjih spet postala neodvisna od Madžarske tudi cerkvenoupravno.
Po ustanovitvi Slovaške (1993) je Trnava leta 1996 postala glavno mesto novoustanovljene Trnavske regije. Francoski proizvajalec avtomobilov PSA Peugeot Citroën je leta 2003 v Trnavi začel graditi veliko tovarno avtomobilov.

## Geografija
Trnava leži na nadmorski višini 146 metrov in pokriva površino 71.535 kvadratnih kilometrov. Leži v Donavski nižini ob reki Trnávka, približno 45 kilometrov severovzhodno od Bratislave, 50 kilometrov zahodno od Nitre in približno 70 kilometrov od češke meje. Najbližji gorski verigi sta Mali Karpati na zahodu in Považský Inovec severovzhodno od mesta.
Trnava leži v severnem zmernem pasu in ima celinsko podnebje s štirimi izrazitimi letnimi časi. Zanj je značilna velika razlika med vročimi poletji in mrzlimi zimami.

### Demografija
| Leto          | 1994   | 2004    | 2014    | 2024    |
| ------------- | ------ | ------- | ------- | ------- |
| Število ljudi | 70.017 | 69.140  | 65.713  | 63.180  |
| Razlika       |        | −1,25 % | −4,95 % | −3,85 % |

| Leto          | 2023   | 2024    |
| ------------- | ------ | ------- |
| Število ljudi | 62.955 | 63.180  |
| Razlika       |        | +0,35 % |

## Glavne znamenitosti
Trnava je bila že v srednjem veku pomembno središče gotske sakralne in laiške arhitekture – v tem obdobju so bile zgrajene cerkev sv. Nikolaja, cerkev sv. Helene in več cerkvenih samostanskih kompleksov (klaristični, frančiškanski in dominikanski).
Renesansa (16. stoletje) je silhueti Trnave dodala mestni stolp. Miklós Oláh je ukazal postaviti semenišče in nadškofovsko palačo. V Trnavi sta krajši čas delovala Péter Bornemisza in Huszár Gál, vodilni osebnosti reformacije v Ogrskem kraljestvu. Mestno obzidje je bilo kot odziv na bližajočo se turško nevarnost z juga prezidano v renesančno utrdbo.
Za 17. stoletje je bila značilna gradnja pavlinske cerkve, ki nosi znake šlezijske renesanse. Trnavo so postopoma preoblikovali v barok. S postavitvijo cerkve sv. Janeza Krstnika in univerzitetnega kampusa se je začel gradbeni nalet, ki se je nadaljeval z obnovo frančiškanskega in klarističnega kompleksa. Pri izboljšavah meščanske arhitekture so sodelovali tudi gradbeniki in umetniki, poklicani za gradnjo univerze. Kip Svete Trojice in skupina kipov Sv. Jožefa, Uršulinska in Trinitarična cerkev in samostan so novejše gradnje.
Okrajna bolnišnica je bila zgrajena 1824. Gledališče so začeli graditi maja 1831 in prvo predstavo so odigrali na božič. Obe trnavski sinagogi, zgodovinski zgradbi z orientalskimi motivi, segata v 19. stoletje. V sinagogi Status Quo Ante je trenutno umetniška galerija Jána Koniareka.

## Kultura in znamenitosti

### Muzeji
- Galéria Jána Koniarka (Galerija Ján Koniarek)[12]
- Zahodno-slovaški muzej

### Polemike
Leta 2010 obnovljena ortodoksna sinagoga iz 19. stoletja, ki je propadala, je bila leta 2016 spremenjena v elegantno, sodobno kavarno z imenom Synagoga Cafe.
Kritiki menijo, da je to podjetje primer izkoriščevalskega prisvajanja kulture po holokavstu, kjer so bili nekdanji stanovalci poslani v koncentracijska taborišča. Medtem ko zagovorniki trdijo, da odraža spoštovanje in nostalgijo do Judov poleg tega, da zagotavlja sredstvo za vsaj delno ohranitev območja dediščine.

## Znani ljudje
- György Káldi, prvi prevajalec madžarskega katoliškega Svetega pisma (tukaj se je rodil leta 1573)

## Pobratena mesta
Trnava je pobratena z:
- Balakovo, Rusija
- Břeclav, Češka
- Casale Monferrato, Italija
- Čomutov, Češka
- Harkov, Ukrajina
- Novo mesto, Slovenija
- Sangerhausen, Nemčija
- Szombathely, Madžarska
- Varaždin, Hrvaška
- Zabrze, Poljska